# Пуна, Генри
Генри Туакеу Пуна (англ. Henry Tuakeu Puna, род. 29 июля 1949) — девятый премьер-министр Островов Кука. Был избран на эту должность 30 ноября 2010 года и занимал её до октября 2020 года. Является лидером партии Островов Кука. В феврале 2021 года был избран генеральным секретарем Форума тихоокеанских островов С 24 мая 2021 стал генеральным секретарем Форума тихоокеанских островов, с 23 мая 2024 перестал быть им и был избран Барон Вака

## Биография
В детстве Пуна жил на атолле Аитутаки. Учился на Аитутаки, позже на Раротонга, после чего закончил Оклендский университет в Новой Зеландии и университет Тасмании в Австралии. Долгое время работал адвокатом, после чего увлекся политикой.
Отец Генри Пуна — Тупуарики — был членом законодательного собрания кукского парламента, а его старшие братья Уильям Эсталл и Нгеретейна Пуна состояли в кабинете министров Островов Кука.
Пуна впервые попал в парламент на выборах 2004 года, претендуя на парламентское место от Манихики, которое занимал текущий премьер-министр Роберт Вунтон. Он неожиданно потерял место в ночь выборов, но оспаривал результат. Ходатайство было принято, а несколько голосов дисквалифицированы. Были назначены довыборы, в результате которых победу всё-таки одержал Пуна.
В сентябре 2006 года после отставки партийного лидера Джеффри Генри, Пуна был избран новый лидером партии Островов Кука. На выборах 2006 года он уступил место от Манихики Апию Пихо. Некоторое время, пока он не был в составе парламента, Пуна работал адвокатом.
В сентябре 2009 года, Пуна был единогласно избран лидером партии.
На выборах 2010 года Пуна выиграл парламентское место от Манихики, а его партия выиграла 16 мест из 24. 30 ноября 2010 года он полноправно занял пост премьер-министра.
В августе 2011 года Пуна совершил свой первый официальный визит в качестве премьер-министра в Новую Зеландию.
В октябре 2020 года Пуна ушёл в отставку и на посту премьер-министра Островов Кука его сменил его заместитель Марк Браун
В феврале 2021 года Пуна был избран генеральным секретарем Форума тихоокеанских островов